# Stazione di Laveno Mombello Lago
La stazione di Laveno Mombello Lago è la stazione terminale della ferrovia Saronno-Laveno. Si trova in Via Garibaldi, a pochi passi dal centro cittadino e dal Lago Maggiore, dove si trova anche un imbarcadero traghetti, con trasporto auto, della Navigazione Lago Maggiore. Nelle vicinanze è presente inoltre la Stazione di Laveno-Mombello delle Ferrovie dello Stato.

## Strutture e impianti

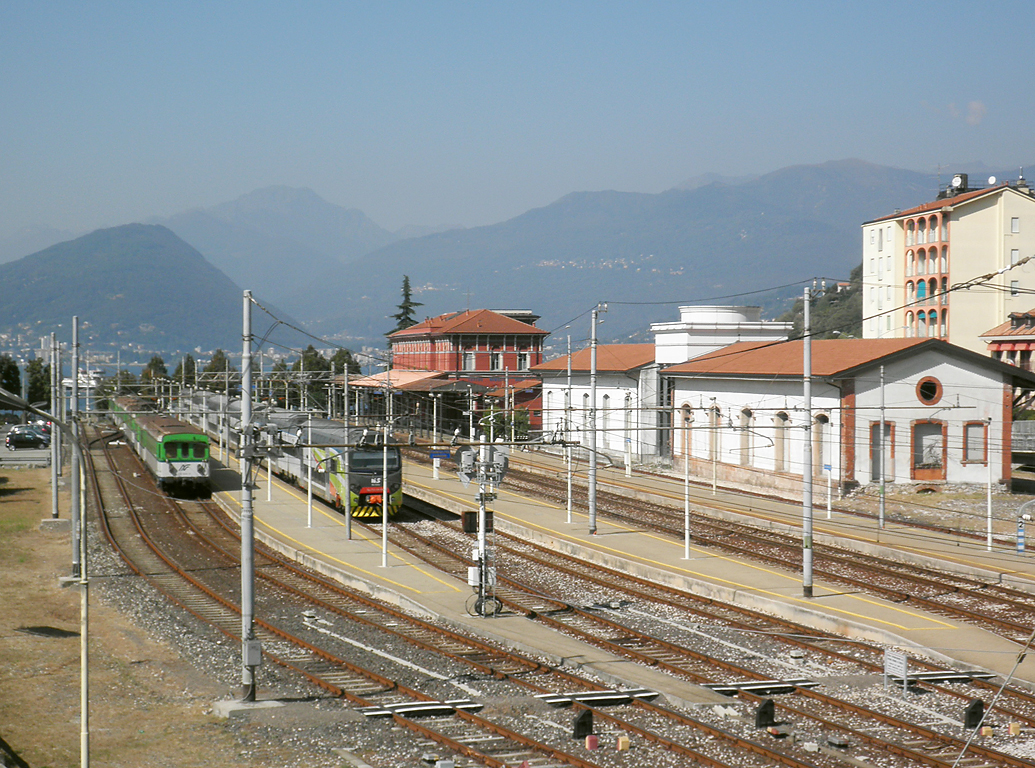
Il piazzale binari

La stazione è gestita da Ferrovienord, che la classifica come stazione principale; il piazzale è costituito da sette binari, di cui sei accessibili da banchina. Il settimo binario era utilizzato generalmente per i treni merci.
È presente inoltre un raccordo ferroviario che collega la stazione con quella di Laveno-Mombello, gestita da RFI, e posta sulle linee Luino-Milano e Luino-Oleggio.

## Movimento
La stazione è servita da treni regionali svolti da Trenord sulla direttrice Laveno Mombello-Milano Cadorna nell'ambito del contratto di servizio stipulato con la Regione Lombardia..
Inoltre la stazione è servita dai treni RegioExpress RE1 Laveno - Varese - Saronno - Milano.

## Interscambi
- Fermata autobus
- Stazione taxi
- Fermata traghetto (Lago Maggiore)

## Cinema
La stazione compare in diversi film degli anni settanta e ottanta maggior parte con Renato Pozzetto.
- Il piatto piange, regia di Paolo Nuzzi (1974)
- Sono fotogenico, regia di Dino Risi (1980)
- Testa o croce episodio La pecorella smarrita, regia di Nanni Loy (1982)